# Ало!
Ало! је дневни лист са седиштем у Београду. Један је од најтиражнијих дневних листова у Србији. Од свог оснивања до 2017. године био је у власништву компаније Ringier Axel Springer, након чега је продат Саши Благојевићу.

## Оснивање
Покренула га је медијска група Ringier AG (власник још једног српског дневног листа — Блиц) 15. октобра 2007. године.
Ало! је тежио да се истакне на засићеном српском дневном таблоидном тржишту агресивном кампањом са мотом „Највеће дневне новине у Србији” — што се односи на величину његовог формата. Главна уредница је Ана Ћубела и објављује се око 16 страница сваког дана. Дневни лист је 12. октобра 2009. променио формат и дизајн, мењајући и слоган „Највеће дневне новине у Србији”. Представљена је нова рекламна кампања уз слоган „Цела слика на мањем формату”.
Таблоид стиче тржишни удео тако што је првобитно одредио цену на 30 динара што је ниже од осталих српских таблоида, попут Блица и Курира, који се продају по цени од 45 динара. Прва два издања дистрибуирана су бесплатно.
Ало! се појавио на српском тржишту отприлике у време када су се на трибине нашле и многе друге сличне таблоидне дневне новине, као што су Правда, Сутра и Газета, постављајући питања њихове финансијске одрживости и политичке верности.
Године 2010, када су Ringier AG и Axel Springer AG покренули ново заједничко предузеће Ringier Axel Springer Media AG, Ало! се уградио међу активе новооснованог предузећа.